# آرتور هولمز
آرتور فرانک هولمز (زادهٔ ۱۵ مارس ۱۹۲۴ – درگذشت در ۸ اکتبر ۲۰۱۱) فیلسوف انگلیسی بود که از سال ۱۹۵۱ تا ۱۹۹۴ به عنوان استاد فلسفه در کالج ویتون در ایالت ایلینوی ، ایالات متحده آمریکا خدمت کرد. او  دانشکده فلسفه را در کالج ویتون بنیان‌ گذاشت و در همان‌جا به تدریس فلسفه و نگارش دربارهٔ فلسفهٔ تعلیم و تربیت مسیحی پرداخت. همچنین هولمز در ایجاد انجمن فیلسوفان مسیحی شرکت کرد.  به گفته فیلیپ رایکن، رئیس کالج ویتون،: «به سختی می توان به کسی فکر کرد که تأثیر بیشتری نسبت به آرتور هولمز بر آموزش عالی مسیحی داشته باشد».  هولمز در ۸ اکتبر ۲۰۱۱ در ویتون، ایلینوی در سن ۸۷ سالگی درگذشت.  

## تحصیلات و شغل در کالج ویتون
هولمز که اهل دوور انگلستان است، در سال ۱۹۷۴ پس از خدمت در نیروی هوایی سلطنتی در طول جنگ جهانی دوم، به ایالات متحده مهاجرت کرد.  او مدرک کارشناسی (۱۹۵۰) و کارشناسی ارشد (۱۹۵۲) در انجیل‌شناسی و الهیات  را از کالج ویتون دریافت کرد. و دکترای فلسفه را از دانشگاه نورث وسترن در شیکاگو (۱۹۵۷) اخذ نمود. 
هولمز در حالی که هنوز مشغول به تحصیلات تکمیلی خود بود، شروع به تدریس در دانشگاه خود کرد و تمام ۴۳ سال زندگی حرفه ای خود را در آنجا سپری نمود. او در متقاعد کردن کالج برای ایجاد یک دانشکده فلسفه مستقل از بخش انجیل‌شناسی و الهیات مشارکت داشت،  و بیش از دو دهه به عنوان رئیس دانشکده خدمت کرد.  او کنفرانس سالانه فلسفه ویتون را در سال ۱۹۵۴ آغاز کرد که در نهایت منجر به ایجاد انجمن فیلسوفان مسیحی در سال ۱۹۷۸ شد.  او دوره یک ساله تاریخ فلسفه را برای رشته فلسفه تدریس کرد (این دوره در سال ۲۰۱۵ به صورت آنلاین در دسترس عموم قرار گرفت).  هولمز در سال ۱۹۹۴ بازنشسته شد و به عنوان پروفسور بازنشسته معرفی شد. البته او گهگاه به تدریس ادامه داد. 

## دورهٔ تاریخ فلسفه
دورهٔ تاریخ فلسفهٔ هولمز از مجموعهٔ ۸۱ جلسهٔ درس تشکیل شده که با فلسفهٔ پیش سقراطی آغاز شده و با گفت‌‌و‌گو پیرامون فلسفهٔ امروزی پایان می‌یابد. در طول این دوره هولمز به تبیین افکار فیلسوفان شاخصی چون افلاطون، ارسطو، سنت آگوستین، دکارت و ... می‌پردازد.

## افتخارات و جوایز
- معلم سال کالج ویتون، ۱۹۶۶ [۵]
- فارغ التحصیل سال کالج ویتون برای خدمات برجسته به آلما ماتر، ۱۹۷۸  [۳]
- معلم سال کالج ویتون، ۱۹۸۳ [۵]
- استاد سال ایلینوی، ۱۹۸۷ (شورای پیشرفت و پشتیبانی آموزش) [۳]
- پروفسور سال با بالاترین افتخارات، ۱۹۹۴ (تیم تمام پروفسورها، شیکاگو تریبون ) [۵]
- جایزه رهبری Mark O. Hatfield ،  ( ائتلاف برای کالج ها و دانشگاه های مسیحی ) [۸]

در سال ۱۹۸۸، کرسی ایمان و یادگیری آرتور اف. هولمز در کالج ویتون تأسیس شد. این کرسی از کار محققان در زمینه فلسفه، تاریخ یا انگلیسی که با توجه به ادغام ایمان و یادگیری داشتند، حمایت می‌کرد..
هولمز همچنین به عنوان مدرس مدعو در بسیاری از کالج ها، دانشگاه ها و کنفرانس ها شرکت کرد.
همچنین هولمز دو مدرک دکترای افتخاری دریافت کرد. 

## شاگردان شاخص
هولمز برای دپارتمان فلسفه کالج ویتون "دیدگاهی بزرگ" در نظر داشت؛ او می‌خواست که این دپارتمان ۱۰۰ فارغ التحصیل پرورش دهد که در ادامه مدرک دکترای فلسفه را دریافت کنند. چندین سال پس از مرگ هلمز، دانشجوی سابق، کلیفورد ویلیامز، تحقیق کرد که آیا این جاه طلبی محقق شده است یا خیر. او حداقل 116 نفر از دانشجویان سابق هولمز را که دکترای فلسفه گرفته بودند شناسایی کرد. بسیاری از شاگردان سابق هولمز نیز تحصیلات پیشرفته خود را در زمینه های دیگر مانند تاریخ، ادبیات و مطالعات کتاب مقدس دنبال کردند. از شاگردان برجسته وی می توان به:
- ویلیام لین کریگ ، دانشگاه بیولا
- سی استفن ایوانز ، دانشگاه بیلور [۹]
- خورخه جی گراسیا ، سانای بوفالو
- داگلاس جاکوبسن ، دانشگاه مسیحا
- مارک ای. نول ، دانشگاه نوتردام [۱۰]
- فیلیپ گراهام رایکن ، هشتمین و رئیس فعلی کالج ویتون
- جان ام. سوینی ، نویسنده و ناشر
- ماریان می تامپسون ، مدرسه علمیه فولر [۹]
- کلیفورد ویلیامز ، کالج ویتون

## نوشته های منتشر شده
هولمز ۱۴ کتاب و مقالات بسیاری را در مورد موضوعات مرتبط با فلسفه، از جمله اخلاق ، فلسفه کاربردی در آموزش عالی مسیحی، و تعاملات تاریخی بین مسیحیت و فلسفه نوشت یا ویرایش کرد. انتشارات او عبارتند از:
- Christianity and Philosophy (Inter-Varsity Press, 1963) اُسی‌ال‌سی ۲۲۰۵۳۷۱۲۷; republished as Philosophy: A Christian Perspective (Inter-Varsity Press, 1978) شابک ‎۰۸۷۷۸۴۴۲۴۰
- Christian Philosophy in the Twentieth Century: An Essay in Philosophical Methodology (Craig Press, 1969) اُسی‌ال‌سی ۱۲۰۴۶۵
- Faith Seeks Understanding: A Christian Approach to Knowledge (Eerdmans، 1971)اُسی‌ال‌سی ۹۵۲۸۶۶۹۵۲
- The Idea of a Christian College (Eerdmans، چاپ اول 1975؛ ویرایش اصلاح شده 1987)شابک ‎۰۸۰۲۸۱۵۹۲۸ ;شابک ‎۰۸۰۲۸۰۲۵۸۳
- All Truth is God's Truth (Eerdmans، 1977)شابک ‎۰−۸۰۲۸−۱۷۰۱−۷
- Contours of a World (Eerdmans، 1983)شابک ‎۰۸۰۲۸۱۹۵۷۵
- Ethics: Approaching Moral Decisions (InterVarsity Press، چاپ اول 1989؛ ویرایش دوم 2007)شابک ‎۰۸۷۷۸۴۳۴۲۲ ;شابک ‎۰۸۳۰۸۲۸۰۳۶
- Shaping Character: Moral Education in the Christian College (Eerdmans، 1990)شابک ‎۰۸۰۲۸۰۴۹۷۷
- Fact, Value, and God (Eerdmans، 1997)شابک ‎۰−۸۰۲۸−۴۳۱۲−۳
- Building the Christian Academy (Eerdmans، 2001)شابک ‎۰−۸۰۲۸−۴۷۴۴−۷

به عنوان ویراستار:
- War and Christian Ethics: Classic and Contemporary Readings on the Morality of War  (Baker، چاپ اول 1975؛ ویرایش دوم 2005)شابک ‎۰۸۰۱۰۴۱۳۸۴ ;شابک ‎۰۸۰۱۰۳۱۱۳۳
- The Making of a Christian Mind : A Christian World View & the Academic Enterprise (InterVarsity، 1985)شابک ‎۰۸۷۷۸۴۵۲۵۵

## لیست مرجع
1. 1 2  Jones, Martyn Wendell (Winter 2017). "The Holmes Hundred". Wheaton Magazine. 20:1.
2. 1 2  Daday, Eileen O. (October 16, 2011). "Arthur Holmes was a Wheaton College philosopher, professor and mentor". Daily Herald.
3. 1 2 3 4  "Arthur F. Holmes '50 M.A. '52 (1924–2011): Influential Christian Philosopher". Wheaton College. 2011-10-10. Archived from the original on 2011-12-21.
4. 1 2 3  "Obituary for Dr. Arthur Frank Holmes at Hultgren Funeral Home". www.meaningfulfunerals.net (به انگلیسی). Retrieved 2017-05-17.
5. 1 2 3 4 5  "Arthur F. Holmes Papers (pamphlet)" (PDF). Wheaton College Archives & Special Collections. October 14, 2011.
6. ↑  Hommel, Dannie. "How Wheaton's philosophy department helped transform American philosophy". The Wheaton Record.
7. ↑  "Arthur Homes: A History of Philosophy". YouTube (به انگلیسی). Wheaton College. 14 August 2015.
8. ↑  "CCCU Awards -Mark O. Hatfield Leadership Award - Past recipients". Archived from the original on 2010-02-19.
9. 1 2  Evans, C. Stephen (January–February 2012). "Arthur Holmes: A Life Well-Lived". Books & Culture.
10. ↑  Noll, Mark (October 11, 2017). "Remembering Arthur F. Homes (1924–2011)". Eerdword.